# NGC 5477
NGC 5477 là một thiên hà lùn nằm trong chòm sao Đại Hùng, cách Trái Đất 20 triệu năm ánh sáng.